# Deutscher Textdichter-Verband
Der Deutsche Textdichter-Verband ist der Berufsverband der Liedtexter in Deutschland.

## Geschichte
Der Deutsche Textdichter-Verband geht auf den Bund deutscher Librettisten und Liederdichter (BdLL) zurück, der 1945 u. a. von Richard Bars gegründet wurde. Anfang der 60er Jahre gab sich der BdLL den Namen Deutscher Textdichter-Verband (DTV).
Der DTV ist ein eingetragener Verein mit Sitz in München. Der amtierende Präsident ist Frank Ramond. Nach dem plötzlichen Tod von Frank Dostal wurde er in der Mitgliederversammlung am 22. Mai 2017 in München gewählt. Zu seinem Stellvertreter wurde Tobias Reitz gewählt.
Bisherige Präsidenten waren:
- Kurt Schwabach
- Günther Schwenn
- Willy Dehmel
- Hans Fritz Beckmann
- Carl-Ulrich Blecher
- Heinz Korn
- Hans Hee
- Frank Dostal

## Vereinsaufgaben
Vereinszweck ist es, die Berufsinteressen der deutschen Textdichter zu vertreten und den Schutz ihrer Werke im In- und Ausland zu verbessern. Hierzu wirkt der Verband in Organisationen, Stiftungen und Ausschüssen mit, die sich mit den Belangen von Textdichtern befassen. Er ist in die Gestaltung von Verträgen und sonstigen Abmachungen eingebunden, die den Interessen von Textdichtern oder ihren Rechtsnachfolgern dienen – insbesondere die Gestaltung von Normverträgen mit Komponisten und Verlagen. Ferner unterhält der Verband korporative Mitgliedschaften bei Organisationen, deren Tätigkeitsgebiet auch den Schutz von Textdichtern einschließt.
Der DTV berät seine Mitglieder in rechtlichen Berufsfragen. Durch Abschluss von Verträgen mit gleichgesinnten Verbänden des Auslands wird die wechselseitige Interessenwahrnehmung der Mitglieder erleichtert.

## Preise
Der DTV hat zwei Auszeichnungen ins Leben gerufen, die an verdiente Mitglieder verliehen werden:
- Die Goldene Feder für besonders erfolgreiches Schaffen als Textdichter.
- Die DTV-Plakette als Auszeichnung für Personen, die sich unabhängig von ihrer eventuellen Mitgliedschaft um die deutsche und deutschsprachige Musik verdient gemacht haben.

## Namhafte Mitglieder des DTV (Auswahl)
- Ernst Bader †
- Hans Bradtke †
- Burkhard Brozat
- Fini Busch †
- Max Colpet †
- Diether Dehm
- Willy Dehmel †
- Frank Dostal †
- Norbert Hammerschmidt (Textdichter u. a. für Andrea Berg)
- Hans Hee †
- Kurt Hertha †
- Michael Holm
- Joachim Horn-Bernges (Textdichter u. a. für Howard Carpendale)
- Edith Jeske
- Heinz Korn (Komponist, Textdichter und Präsident von 1977 bis 1993)
- Michael Kunze
- Manfred Maurenbrecher
- Julia Neigel
- Frank Ramond (Textdichter u. a. für Annett Louisan)
- Werner Raschek (Textdichter u. a. für Salvatore Adamo)
- Tobias Reitz (Textdichter u. a. für Helene Fischer)
- Carl Schäuble † (Textdichter u. a. für Joy Fleming)
- Rainer Thielmann (Textdichter u. a. für Udo Jürgens)
- Stefan Waggershausen
- Hans-Ulrich Weigel (Textdichter u. a. für Juliane Werding)
- Pe Werner (Sängerin, Autorin, Textdichterin u. a. für Mary Roos u. v. m.), Beirätin seit 2018
- Gerhard Wesche (Textdichter u. a. für Roland Kaiser)
- Thomas Woitkewitsch (Textdichter u. a. für Herman van Veen, Milva und Katja Ebstein)